# Poecilostachys
Poecilostachys es un género de plantas herbáceas perteneciente a la familia de las poáceas. Es originario de Madagascar.
Está excluido el género Chloachne.

## Especies
- Poecilostachys alleizettei
- Poecilostachys ambrostrensis
- Poecilostachys analabensis
- Poecilostachys analamazaotrensis
- Poecilostachys bakeri